# Особняк Иешуа Салома
Особняк Иешуа Салома (босн. Palata Ješue Saloma) ― историческое здание, расположенное в центре города Сараево. В ноябре 2008 года оно было внесено в список национальных памятников Боснии и Герцеговины.
Здание расположено на северном берегу реки Миляцка по адресу: набережная Бана Кулина, дом 20. На противоположном берегу реки располагается ашкеназская синагога. Общая высота особняка составляет примерно 18,2 метра. На крыше здания находится яйцевидный купол диаметром около 3,7 метра и высотой 5,1 метра.

## История
Особняк был построен в 1901 году для известного еврейского купца Иешуа Д. Салома по проекту архитектора Йосипа Ванцаша. Согласно Положению о строительстве столицы ― Сараево 1893 года, вдоль правого берега Миляцки, от городской ратуши до моста Дрвения, можно было строить только двухэтажные здания.
Здание является одним из первых примеров построек, в фасаде которых использовались цветочные мотивы в стиле венского сецессиона. В особняке применялись передовые для начала XX века технологии: в нём присутствовали водопровод, сантехника, система отопления и было проведено электричество. За зданием располагался внутренний двор с каменным фонтаном.
Газета Bosnische Post от 11 декабря 1901 года сообщала о новоселье Иешуа Салома:
В воскресенье утром герр Иешуа Д. Салом пригласил сараевское общество на открытие своего нового дворца на Аппель-Кай. Присутствовали его превосходительство Landeschef, барон Аппель и его превосходительство Civil-Adlatus барон Кучер, а также многие высокопоставленные чиновники из Landesregierung, другие светские дамы и господа, друзья и знакомые: с искренним восхищением они наблюдали за успешным творением нашего художника, архитектора герра фон Ванцаша. В модном хорошем вкусе, который проявляется в этом доме в форме совершенной красоты в сочетании с полезным комфортом, он создал нечто новое в Сараево.
В 1922 году здание было продано Симо Крстичу, а в 1931 году особняк перешёл в собственность Национального банка Боснии и Герцеговины, который в том же году продал здание Жаку Салому, директору первой боснийской спичечной фабрики.
В 1962 году особняк перешёл в общественную собственность, в нём разместилась штаб-квартира Общества инженеров и техников Боснии и Герцеговины. С 1991 года в здании размещается Сараевский комитет Партии демократического действия.

## Комментарии
1. ↑  Руководитель государственного управления
2. ↑  Гражданский руководитель
3. ↑  Правительство региона